# Poecilopsyche pandu
Poecilopsyche pandu är en nattsländeart som beskrevs av Schmid 1968. Poecilopsyche pandu ingår i släktet Poecilopsyche och familjen långhornssländor. Inga underarter finns listade i Catalogue of Life.